# Dean Stockwell
Dean Stockwell (Los Angeles, 5 de março de 1936 — Nova Zelândia, 7 de novembro de 2021) foi um ator norte-americano cuja carreira se estendeu ao longo de 70 anos.
Começando a carreira ainda criança, com contrato com a Metro-Goldwyn-Mayer, sua atuação em Anchors Aweigh (1945), The Green Years (1946), Gentleman's Agreement (1947), The Boy with Green Hair (1948) e Kim (1950) logo atraiu a atenção do público. Já adulto, em 1957, foi o protagonista em uma produção da Broadway, Compulsion e depois em sua adaptação para o cinema de mesmo nome, de 1959.
Em 1962, interpretou Edmund Tyrone em Long Day's Journey into Night, produção que rendeu duas estatuetas de Melhor Ator no Festival de Cannes. Foi indicado ao Globo de Ouro de melhor ator em filme dramático por seu papel em Sons and Lovers, de D. H. Lawrence.
Teve vários papéis coadjuvantes em filmes como Duna (1984), Paris, Texas (1984), To Live and Die in L.A. (1985), Veludo Azul (1986), Beverly Hills Cop II (1987) e Tucker: The Man and His Dream (1988). Por sua atuação aclamada em Married to the Mob (1988), ele foi indicado a um Oscar de Melhor Ator Coadjuvante.
Atuou também na televisão, sendo um dos mais conhecidos o papel de contra-almirante Al Calavicci, em Quantum Leap (1989–1993), o secretário da Marinha Edward Sheffield em JAG (2002–2004), e o de John Cavil em Battlestar Galactica (2004–2009). Depois de seus papéis em Quantum Leap e Battlestar Galactica, Dean participou de várias convenções de ficção científica. ele se aposentou da carreira de ator em 2015 devido a problemas de saúde e para se dedicar mais à carreira como artista plástico.

## Biografia
Stockwell nasceu em 1936, em North Hollywood, Los Angeles, em uma família de artistas, crescendo entre a costa oeste e Nova Iorque, na costa leste. Era o filho mais velho da atriz de vaudeville Elizabeth "Betty" (Veronica) Stockwell, e de Harry Stockwell, ator e barítono.
Seu pai estrelou em Nova Iorque várias produções dos musicais Carousel e Oklahoma! e dublou a voz do Príncipe Encatado no filme da Disney Branca de Neve. Seu irmão mais velho, Guy Stockwell também era ator de cinema e televisão.
Seu pai estrelava o musical Oklahoma! quando Dean ouviu falar sobre a montagem da peça Innocent Voyage, de Paul Osborne, e que ele procurava por atores mirins. Sua mãe então levou Guy e Dean para um teste com o diretor e ambos foram bem-sucedidos. Mas foi Dean quem acabou pegando o papel, ainda que pequeno. A peça não ficou muito tempo em cartaz, mas rendeu a Dean um contrato com a MGM.

## Principais prêmios e indicações
Em 1948 recebeu um prêmio especial (melhor ator juvenil) no Globo de Ouro pela sua atuação em Gentleman's Agreement (1947). Recebeu o prêmio de melhor ator do Festival de Cannes em 1959 por Compulsion (1959), e em 1962 por Long Day's Journey Into Night (1962).
Em 1989 foi indicado ao Óscar de melhor ator coadjuvante pelo filme Married to the Mob (1988).

## Morte
Stockwell morreu em 7 de novembro de 2021, aos 85 anos, devido a causas naturais, cercado pela família na Nova Zelândia.

## Filmografia parcial

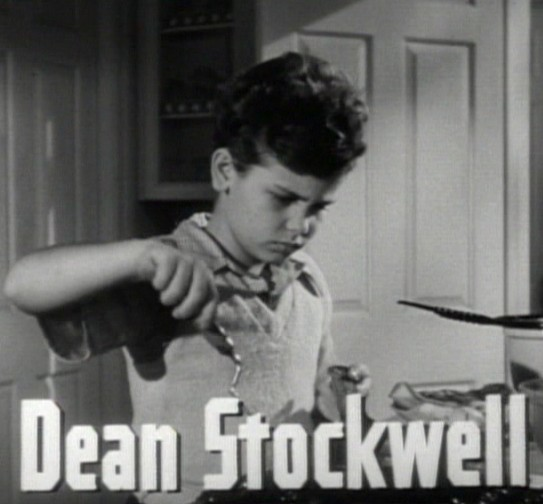
Dean Stockwell no filme Gentleman's Agreement, de 1947

- 1945 - Anchors Aweigh (br: Marujos do amor / pt: Paixão de marinheiro), de George Sidney
- 1946 - Home Sweet Homicide (br: Lar, Doce Tortura / pt: Detectives à Força)
- 1946 - The Green Years (br: Anos de ternura), baseado em novela de A. J. Cronin
- 1947 - Gentleman's Agreement (br / pt: A luz é para todos), de Elia Kazan
- 1948 - The Boy with Green Hair (br: O menino dos cabelos verdes), de Joseph Losey
- 1949 - The Secret Garden, de Fred McLeod Wilcox
- 1950 - The Happy Years (br: Era Sempre Primavera), de William A. Wellman
- 1950 - Kim, baseado em obra de Rudyard Kipling
- 1959 - Compulsion (br: Estranha compulsão), de Richard Fleischer
- 1960 - Sons and Lovers, dirigido por Jack Cardiff
- 1962 - Long Day's Journey into Night (br: Longa jornada noite adentro), de Sidney Lumet
- 1970 - The Dunwich Horror
- 1973 - The Werewolf of Washington, filme de terror classe B
- 1982 - Wrong Is Right (br: O homem com a lente mortal), de Richard Brooks
- 1984 - Paris, Texas, de Wim Wenders
- 1984 - Dune, de David Lynch
- 1986 - Blue Velvet (br/ pt: Veludo Azul), de David Lynch
- 1987 - Beverly Hills Cop II (br: Um tira da pesada 2 / pt: O caça polícias - Parte 2), de Tony Scott
- 1988 - Married to the Mob (br: De caso com a máfia / pt: Viúva… mas não muito), de Jonathan Demme
- 1988 - Tucker: The Man and His Dream (br: Tucker - O homem e seu sonho), de Francis Ford Coppola
- 1988 - Jorge, um Brasileiro, de Paulo Thiago
- 1989 a 1993 - Quantum Leap (br: Contratempos) (série de televisão)
- 1990 - Catchfire (br: Atraída pelo perigo), de Dennis Hopper e Alan Smithee
- 1992 - The Player (br / pt: O jogador), de Robert Altman
- 1994 - The Innocent (br: O inocente), de Mimi Leder (TV)
- 1995 - The Langoliers (br: Fenda no Tempo), de Tom Holland (TV)
- 1997 - Air Force One (br / pt: Força Aérea Um), de Wolfgang Petersen
- 1997 - The Rainmaker (br: O homem que fazia chover / pt: O poder da justiça), de Francis Ford Coppola
- 2003 a 2009 - Battlestar Galactica (série de televisão)
- 2004 - The Manchurian Candidate (br: Sob o domínio do mal / pt: O candidato da verdade), de Jonathan Demme
- 2009 - Battlestar Galactica: The Plan (filme para a televisão)
- 2009 - The Dunwich Horror (filme para a televisão)
- 2013 - C.O.G.